# Consolation
《Consolation》是Kalafina的第4張音樂專輯。於2013年3月20日由SME Records發行。

## 收錄曲目
- 全作詞、作曲、編曲：梶浦由記

1. al fine (1:47)
  - 該曲每一句歌詞對應本專輯內一首歌的標題或者副歌歌詞。
2. consolation (5:11)
  - 標題「consolation」是「安慰」的意思。
3. moonfesta〜ムーンフェスタ〜（月之祭典） (4:27)
  - NHK節目《みんなのうた》2012年6月-7月使用曲。
4. Door (5:27)
5. 未来 (4:33)
  - 動畫電影《劇場版 魔法少女小圓［前篇］開始的故事》插入曲
6. 花束 (4:49)
7. signal (4:56)
8. obbligato (6:12)
9. 木苺の茂みに（懸鉤子繁茂處） (5:47)
10. 満天 (5:12)
  - 電視動畫《Fate/Zero》第18、19話片尾曲
11. to the beginning (4:16)
  - 電視動畫《Fate/Zero》第二期主題曲
12. ひかりふる（聖光） (4:53)
  - 動畫電影《劇場版 魔法少女小圓［後篇］永遠的物語》主題曲
13. （夢之大地） (4:01)
  - NHK歷史特輯2013年片尾曲

## 初回生產限定盤
初回生産限定盤與通常版同時發行。除上述的單曲外另附有包含下列影像的DVD：
1. Video Clip
2. Document of AnimagiC 2012 in Bonn

## 資料來源
1. ↑  .   [2011-09-18]. （原始内容存档于2012-02-10）.

## 外部連結
- （日語）Kalafina 官方網站（页面存档备份，存于）